# كاسبار كاباروني
كاسبار كاباروني (بالإيطالية: Kaspar Capparoni)‏ (مولود في روما في 1 أغسطس 1964) هو ممثل إيطالي؛ من أفلامه Phenomenon عام 1984 و Encantado عام 2002.

## سيرة
أصبح كاسبار ممثلاً مسرحياً في عمر 18 سنة. وفي عام 1984 ظهر في فيلم فينومينون من إخراج داريو أرجينتو. مثل كاسبار في العديد من الأفلام منها:
- كولبي دي لوسي (1985)
- غيالوبراما (1999)
- إنكانتادو (2002)
- إل ريتونو ديل مونيزا (2005)

## وصلات خارجية
- كاسبار كاباروني على موقع IMDb (الإنجليزية)
- كاسبار كاباروني على موقع روتن توميتوز (الإنجليزية)
- كاسبار كاباروني على موقع ألو سيني (الفرنسية)
- كاسبار كاباروني على موقع قاعدة بيانات الفيلم (الإنجليزية)
- كاسبار كاباروني على موقع كينوبويسك (الروسية)